# Distretto di Fellaoucene
Il distretto di Fellaoucene è un distretto della provincia di Tlemcen, in Algeria.

## Comuni
Il distretto di Beni Boussaid comprende 3 comuni:
- Fellaoucene
- Aïn Fetah
- Aïn Kebira